# Platystrophiidae
Platystrophiidae é uma família do período ordoviciano.

### Fósseis
Os fósseis podem ser encontrados na America, Ásia, Oriente Médio, e Europa.

### Gêneros
- † Acantorthis neuman 1976
- † Ffynonnia neuman e bates 1978
- † Gnamptorhynchos jin 1989
- † Mcewanella foerste 1920
- † Neoplatystrophia Zuykov e Harper, 2007
- † Platystrophia king 1850
- † Siljanostrophia zuykov e eguerquist 2005
- † Vinlandostrophia zuykov e harper 2007[1][3][4]